# Mansel
Los Mansel fueron una importante familia franca en el Principado de Antioquía, que dio una serie de condestables en los siglos XII y XIII.
Estos incluyen:
- Roberto Mansel, condestable de Antioquía desde 1207, un hijo de Sibila de Antioquía, e hijastro de Bohemundo III de Antioquía
- Simón Mansel, condestable de Antioquía en 1268

otros miembros de la familia:
- Bartolomé Mansel, obispo de Tartús